# Brudevalsen
Brudevalsen är en dans som brudpar i Danmark enligt traditionen dansar på bröllopsfesten strax före  klockan tolv på natten.
Brudparet, som är ensamma på dansgolvet, dansar Vals och gästerna står i en ring runt dem och klappar i händerna. De gör ringen allt mindre och närmar sig brudparet. När ringen är helt sluten lyfter de manliga gästerna upp brudgummen och klipper av spetsen på hans strumpor.
Valsmelodin har skrivits av kompositören Niels W. Gade till baletten Et Folkesagn från 1854. Den räddades enligt uppgift av  balettmästare August Bournonville efter att ha slängts av kompositören.
Det är vanligt i många länder att brudparet dansar vals, men det är endast i Danmark de alltid dansar till samma melodi.